# Konrāds Ubāns
Konrāds Ubāns, né le 31 décembre 1893 à Riga et mort le 30 août 1981 dans la même ville, est un peintre letton, officier de l'ordre des Trois Étoiles.

## Biographie
Né à Riga, dans la famille des cheminots, Jēkabs et Ilze Ubāns. De 1902 à 1910, il étudie à l'école de commerce Odiņš. Puis, il étudie pendant six mois à l'école d'art d'Odessa. En 1911, il entra à l'école d'art de Riga, où il étudie jusqu'en 1914, lorsque débute la Première Guerre mondiale, ce qui ne lui permet pas de poursuivre ses études dans cette école. Il poursuit ses études à l'école d'art de Penza, mais en 1916, il est enrôlé dans l'armée, où il servira jusqu'en 1918. En 1920, sa première exposition personnelle a lieu. La même année, il commence à travailler au Musée national des arts de Lettonie en tant qu'assistant du directeur Burkards Dzenis. Il a passé l'année 1922 en voyage d'étude en Allemagne et en France. Sa deuxième exposition personnelle aura lieu l'année suivante. En 1925, à l'invitation de Vilhelms Purvītis, il commence à travailler comme professeur de peinture à l'Académie des beaux-arts de Lettonie. Il occupe ce poste jusqu'en 1940.
Pendant la domination soviétique, il devient professeur adjoint au Département de peinture. En 1945, Ubāns reçoit le titre d'artiste émérite de la RSS de Lettonie, puis en 1959, il est sacré artiste du peuple de la RSS de Lettonie. En 1969, il tient sa quatrième exposition personnelle, et en 1980 sa dernière exposition personnelle, la plus importante en termes de nombre total de ses œuvres. Décédé en 1981, il est enterré au cimetière boisé de Riga.
Konrāds Ubāns est considéré comme un peintre paysagiste exceptionnel et un coloriste sophistiqué. Il a également peint des portraits, des natures mortes, des nus, travaillé dans le graphisme, la sculpture et la céramique. 

À partir du milieu des années 1920, il montre un intérêt croissant pour le genre impressionniste subjectivement renforcée dans la peinture d'Uban. Il continue à réaliser des portraits, des natures mortes, mais surtout immortalise les faubourgs de Riga. Le choix des motifs a été déterminé par le fait que Konrāds Ubāns a aménagé sa maison d'été sur la rive escarpée de la rivière Perse en face des ruines du château de Koknese. La Daugava près de Koknese est devenu une source d'inspiration inépuisable pour sa peinture. Anšlavs Eglītis se souvenait de Konrāds Ubāns ainsi: 
« «Ubāns était un bel homme d'apparence soignée. De taille moyenne mais bien bâti. Toujours soigneusement habillé, avec un costume sombre. Toujours très gentil, il gardait toujours un sourire ironique sur ses lèvres. Il était très modéré, jamais pressé, jamais dépassé ni impliqué dans les conflits.  »
En 1995, un documentaire lui est consacré par la réalisatrice Laila Pakalniņa.
 